# Krassimir Karakatschanow

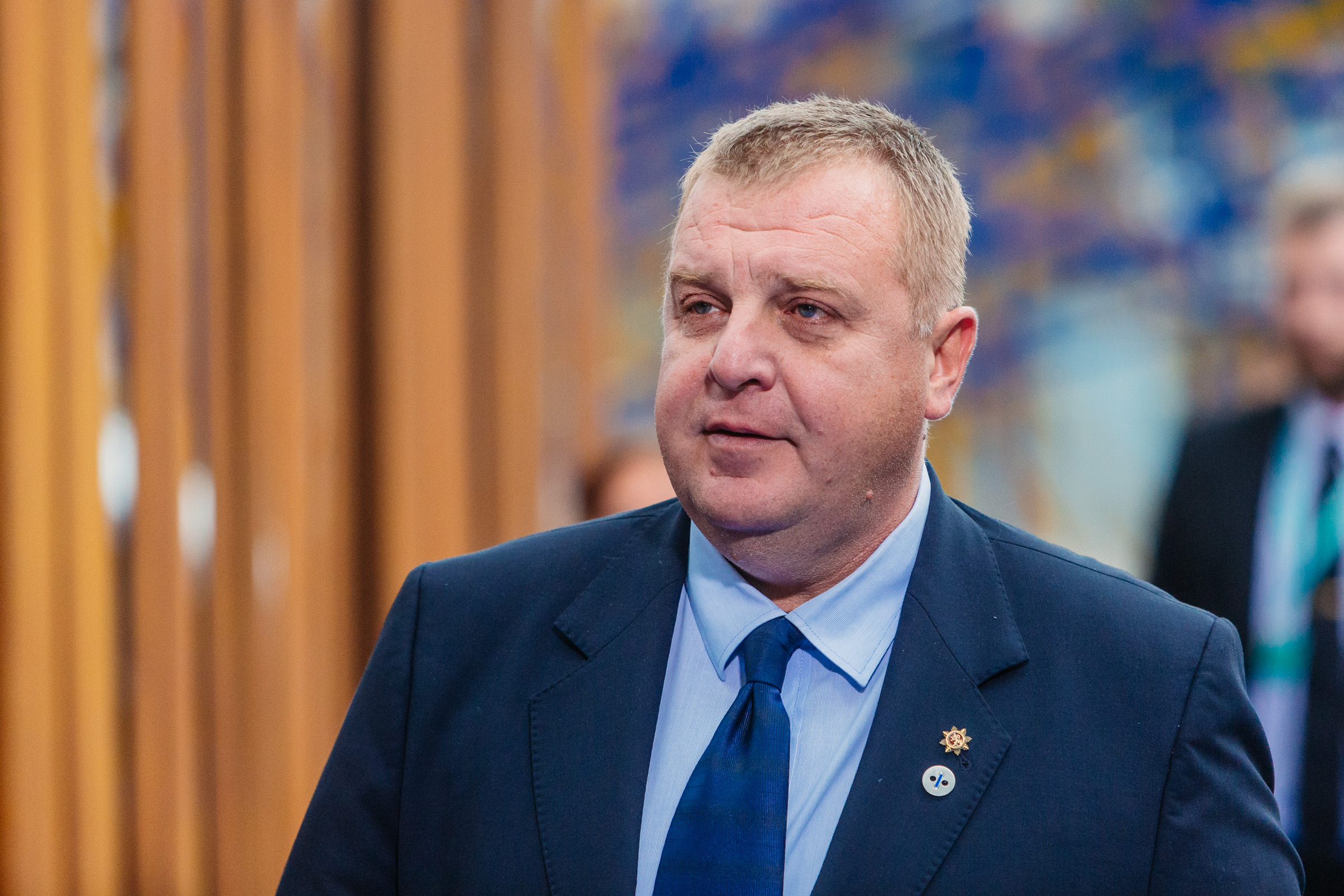
Krassimir Karakatschanow

Krassimir Dontschew Karakatschanow (bulgarisch: Красимир Дончев Каракачанов; * 29. März 1965 in Russe) ist ein bulgarischer Historiker, Politiker der IMRO – Bulgarische Nationale Bewegung und in der Regierung Borissow III (2017–2021) stellvertretender Ministerpräsident unter Bojko Borissow und Verteidigungsminister Bulgariens.

## Leben
Krassimir Karakatschanow wurde am 29. März 1965 in der Donaustadt Ruse geboren. Sein Vater, Dontscho Karakatschanow, war ein Politiker der Bulgarischen Nationalen Agrarunion – kazionen (BZNS-k). Zwischen 1986 und 1990 stieg Dontscho zum Vorsitzenden des Bezirksausschusses der BZNS-k in Ruse und zum Vorsitzenden des Regionalausschusses der BZNS-k in Rasgrad auf. Er war auch Abgeordneter in mehreren Volksversammlungen.
Krassimir leistete seinen Wehrdienst von 1983 bis 1985 bei den Luftverteidigungstruppen der bulgarischen Armee in der Einheit 34420 in Kostinbrod ab. Er war in einem Flugabwehr-Raketenregiment im Ponor-Gebirge, in der Nähe von Petrochan stationiert und schied als Unteroffizier der Reserve aus. Krassimir begann sein Geschichtsstudium im Jahr 1985 und schloss es 1990 an der Sofioter Universität Heiliger Kliment von Ohrid erfolgreich ab.
Von 1990 bis 1996 war er beim Geheimdienst tätig und schied dort als Reservekapitän aus.
Karakatschanow promovierte in Völkerrecht und internationalen Beziehungen an der Süd-West-Universität Neofit Rilski zum Thema Външнополитическата дейност на ВМОРО (1893 – 1918 г.) ‚Die Außenpolitik der Innern Mazedonisch-Adrianopeler Revolutionären Organisation (VMRO) in den Jahren 1893 bis 1918‘.
2014 wurde bekannt, dass Karakatschanow ein Agent der Abteilung Sechs der kommunistischen Staatssicherheit war und für den „mazedonischen Nationalismus“ verantwortlich war.
Als bei allen Wahlen im Superwahljahr 2021 (sowohl den Parlamentswahlen im April, Juli und November als auch bei der Präsidentschaftswahl in November) die IMRO schlecht abschnitt, trat Karakatschanow vom Parteivorsitz zurück. Bei einem außerordentlichen Parteikongress der Partei am 12. Februar 2022 wurde auf Karakatschanows Vorschlag beschlossen, dass fortan ein Dreiervorsitz die Partei anführt. Die von Karakatschanow vorgeschlagenen Kandidaten, Angel Dschambaski, Alexandar Sidi und Iskren Wesselinow, wurden als seine Nachfolger an der Spitze der Partei gewählt.
Bei einem weiteren außerordentlichen Parteikongress im Februar 2024, entschied die Partei, ihre Satzung erneut zu ändern und wieder nur einen Vorsitzenden zu haben. Karakatschanow wurde daraufhin als alleiniger Vorsitzender wiedergewählt und übernahm erneut den Vorsitz der Partei. Angel Dschambaski, der als Gegenkandidat antrat, unterlag bei der Wahl.